# Francis Rossi
Francis Dominic Michael Nicholas Rossi (Peckham, 29 maggio 1949) è un cantante e chitarrista inglese, membro fondatore della rock band Status Quo.

## Biografia
Nato da padre italiano di seconda generazione - originario di Atina, nella provincia di Frosinone - e madre irlandese, cominciò ad esercitarsi sin dall'età di sette anni a suonare una chitarra regalatagli dai genitori.
Sebbene il padre fosse titolare di una ben avviata azienda di gelati, preferì dedicarsi subito ai propri interessi musicali, entrando a far parte della orchestra jazz alla Sedgehill Comprehensive School di Beckenham.
Qui conobbe un altro giovane musicista, Alan Lancaster, col quale fece amicizia e con cui, nel 1962, condivise il progetto di fondare una nuova band, alla quale fu dato il nome iniziale di “Scorpions” poi modificato in “The Spectres”.
Alle spicciole esibizioni nelle feste scolastiche, gli appena adolescenti Spectres fecero presto seguire dei veri e propri tour estivi grazie ai quali riuscirono ad ottenere il primo importante incarico della loro carriera nel 1965: fare da gruppo di spalla ad una delle band di maggior successo dell'epoca, gli Hollies, in tournée attraverso l'Inghilterra.
Allo stesso anno risale l'incontro che rappresentò la svolta nella sua vita artistica: quello col cantante-chitarrista Rick Parfitt, conosciuto nel corso di un tour estivo in un campo vacanze a Butlin's Minehead, col quale, in breve, cominciò a formare una delle coppie più prolifiche ed inossidabili della storia del rock inglese.
Dedicatosi completamente alla musica, lasciò gli studi prima di conseguire il diploma e, appena maggiorenne, con la sua ragazza già all'ottavo mese di gravidanza, decise di sposarsi. Ebbe un primo figlio, Simon, ma il successo della band (nel frattempo ridenominata “Status Quo”) stentava ad arrivare e finì subito col trovarsi in gravissime difficoltà economiche.
Quando si era quasi rassegnato ad abbandonare il gruppo ripiegando per un lavoro nella azienda di famiglia, arrivò, inatteso, il successo mondiale del singolo Pictures of Matchstick Men, brano di cui fu autore, che portò la band al centro delle attenzioni dei media quale apprezzata esponente della musica psichedelica.
Negli anni seguenti, continuò la sua carriera con gli Status Quo passando da un successo all'altro nel genere hard rock, sia grazie a numerosi brani composti insieme al paroliere Bob Young, sia, soprattutto, alla partnership con Rick Parfitt, l'altro chitarrista della band, insieme al quale riuscì a sviluppare una fortissima simbiosi musicale ed una tecnica chitarristica ad incrocio in continuo miglioramento, tale da garantire al gruppo enorme fama per tutti gli anni settanta.
Raggiunti successo e popolarità, non riuscì tuttavia ad evitare di cadere sempre più negli eccessi con un consumo smodato di alcol e sostanze stupefacenti (specialmente cocaina) e, dopo il disfacimento del suo primo matrimonio, all'apice della fama, dovette anche confrontarsi con la crisi interna alla band nella metà degli anni ottanta.
Sciolti provvisoriamente gli Status Quo con la polemica separazione dal bassista nonché vecchio amico d'infanzia, Alan Lancaster, fece la sua prima esperienza da solista pubblicando il singolo Modern Romance insieme al paroliere Bernie Frost nella prima metà del 1985.
Rifondata la band alla fine dello stesso anno, rimise lentamente ordine alla sua esistenza riuscendo con grande sforzo di volontà ad allontanarsi dalla dipendenza e dal consumo di cocaina.
Risposatosi nel 1992, ha complessivamente otto figli (avuti da tre diverse partner) e vive attualmente in una grande villa a sud di Londra.
Insieme a Rick Parfitt rimane tutt'oggi il leader indiscusso degli Status Quo, una delle band di maggior successo nella storia del rock inglese.
Negli ultimi anni i media britannici amano definirlo col soprannome di “The G.O.M.O.R.R.”, vale a dire “The Grand Old Man Of Rock'n'Roll”.
All'inizio del 2012, dopo tre decenni di separazione e litigi, gli Status Quo si ritrovarono nella formazione originale, con il ritorno di Alan Lancaster e John Coghlan, per le riprese di un documentario intitolato Hello Quo!.
Accantonati definitivamente rancori ed acrimonie, gli Status Quo decisero di offrirsi ai propri fan con la storica formazione originale, dapprima in una mini-tournée di 9 date svolta nel marzo del 2013 nel Regno Unito, infine in un ultimo tour europeo nella primavera del 2014.

## Lo stile

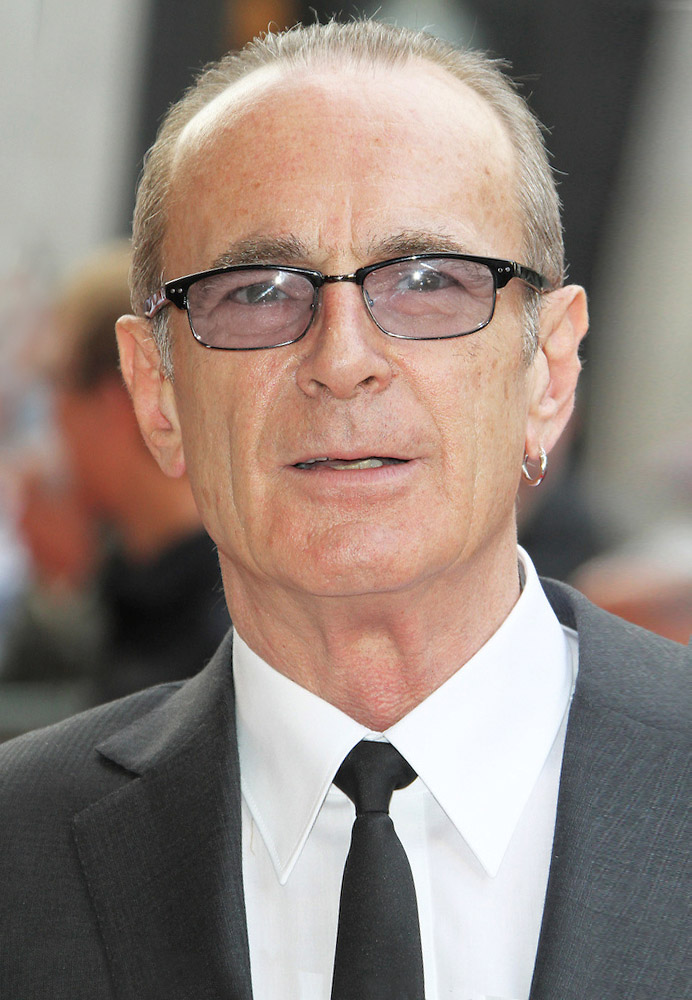
Francis Rossi, 2013

Spregiudicato e carismatico sotto le luci dei riflettori, lontano dal palcoscenico Rossi possiede un'indole riservata e dedita alla famiglia: è molto difficile vederlo comparire in feste di vip oppure in appuntamenti mondani.
Noto perfezionista, da oltre vent'anni si dedica ad un accurato esercizio fisico quotidiano (nuoto, corsa, ecc.) il che, pur superati i sessant'anni, gli consente ancora di calcare il palco e guidare il confronto con il pubblico con estrema energia e vitalità.
Con qualche centinaio di brani al suo attivo, rimane uno degli autori più prolifici del rock inglese. Dopo una lunga pausa, dal 2001 è tornato a comporre insieme al paroliere Bob Young con il quale, negli anni settanta, era stato artefice di alcuni tra i maggiori successi commerciali della band come Caroline e Down Down.
Oltre che per gli Status Quo, ha scritto pezzi per Demis Roussos, Graham Bonnet, John Du Cann.
Ha una voce nasale, molto peculiare e facilmente riconoscibile e di rado si separa dalla sua Fender Telecaster verde del 1957, da lui acquistata nel 1968 per la somma di 70 sterline, più volte restaurata e riverniciata, con cui ama improvvisare sul palcoscenico con lunghi e intensi assolo strumentali.
La sua tecnica ad incrocio con la chitarra di Rick Parfitt, rappresenta da sempre il marchio distintivo del sound degli Status Quo.

## Discografia

### Album in studio
- 1996 - King of the Doghouse
- 2010 - One Step at a Time
- 2019 - We Talk Too Much

### Singoli
- 1985 - Modern Romance
- 1996 - Give Myself to Love
- 2010 - Faded Memory
- 2010 - I Can See Clearly Now
- 2010 - One Step at a Time
- 2019 - I Talk Too Much

### Con gli Status Quo
- 1968 - Picturesque Matchstickable Messages from the Status Quo
- 1969 - Spare Parts
- 1970 - Ma Kelly's Greasy Spoon
- 1971 - Dog of Two Head
- 1972 - Piledriver
- 1973 - Hello!
- 1974 - Quo
- 1975 - On the Level
- 1976 - Blue for You
- 1977 - Rockin' All Over the World
- 1978 - If You Can't Stand the Heat
- 1979 - Whatever You Want
- 1980 - Just Supposin'
- 1981 - Never Too Late
- 1982 - 1+9+8+2 = XX
- 1983 - Back to Back
- 1986 - In the Army Now
- 1988 - Ain't Complaining
- 1989 - Perfect Remedy
- 1991 - Rock 'Til You Drop
- 1994 - Thirsty Work
- 1996 - Don't Stop
- 1999 - Under the Influence
- 2000 - Famous in the Last Century
- 2002 - Heavy Traffic
- 2003 - Riffs
- 2005 - The Party Ain't Over Yet
- 2007 - In Search of the Fourth Chord
- 2011 - Quid Pro Quo
- 2013 - Bula Quo!
- 2014 - Aquostic (Stripped Bare)
- 2016 - Aquostic II (That's A Fact)
- 2019 - Backbone

### Live con gli Status Quo
- 1977 - Live!
- 1984 - Live at the N.E.C.
- 1992 - Live Alive Quo
- 2006 - Just Doin' It! Live
- 2009 - Pictures - Live at Montreux 2009
- 2010 - Status Quo Live at the BBC
- 2013 - The Frantic Four Reunion 2013 - Live At Hammersmith Apollo
- 2014 - The Frantic Four's Final Fling - Live At The Dublin 02 Arena

### Raccolte con gli Status Quo
- 1980 - 12 Gold Bars
- 1982 - From the Makers of
- 1984 - 12 Gold Bars Vol. 2
- 1990 - Rocking All Over the Years
- 1997 - Whatever You Want - The Very Best of Status Quo
- 2001 - Rockers Rollin' - Quo in Time 1972-2000
- 2004 - XS All Areas - The Greatest Hits
- 2008 - Pictures: 40 Years of Hits

### Partecipazioni con altri artisti
- 1981 - Line-Up di Graham Bonnet
- 1984 - Do They Know It's Christmas?
- 1992 - Nothing Better di John Du Cann
- 1996 - Why Don't We Try Again
- 2007 - Camilleri 4 di Paul Camilleri
- 2000 - Rino's Revenge di John 'Rhino' Edwards
- 2007 - Weapons of Grass Destruction degli Hayseed Dixie
- 2018 - Bye Bye Caroline dei Gotthard)